# Pawłowsk (Kraj Ałtajski)
Pawłowsk (ros. Павловск) – wieś (ros. село, trb. sieło) na terenie wchodzącego w skład Rosji syberyjskiego Kraju Ałtajskiego.
Miejscowość została założona w 1763 Położona jest w odległości ok. 59 km od stolicy kraju – miasta Barnauł, liczy ok. 14,9 tys. mieszkańców (2003) i jest ośrodkiem administracyjnym rejonu pawłowskiego.